# 24239 Paulinehiga
24239 Paulinehiga là một tiểu hành tinh vành đai chính với chu kỳ quỹ đạo là 1279.7282653 ngày (3.50 năm).
Nó được phát hiện ngày 7 tháng 12 năm 1999.